# Jorden van Foreest
Jorden van Foreest (Utrecht, 30 d'abril de 1999) és un jugador d'escacs neerlandès que té el títol de Gran Mestre Internacional des de 2016. És rebesnet d'Arnold van Foreest.
A la llista d'Elo de la FIDE del desembre de 2021, hi tenia un Elo de 2702 punts, cosa que en feia el jugador 2 dels Països Baixos 34è del món. El seu màxim Elo va ser de 2702 punts, a la llista de desembre del 2021.

## Resultats destacats en competició
El 2013 fou campió en el Campionat d'Europa Sub-14 jugat a Budva (Montenegro). El 2014 a Mallorca guanyà el Torneig Winterchess amb 8 punts de 9, on aconseguí una norma de MI.
L'abril de 2016 guanyà el Festival de Groningen amb 7½ punts de 9, els mateixos punts que Sundar M. Shyam però amb millor desempat. El 2016 es va proclamar campió absolut dels Països Baixos.
El gener de 2021 assolí un gran èxit en guanyar el torneig de superelit Tata Steel de 2021, superant en el desempat el seu compatriota Anish Giri en un playoff Armageddon. Mercès a això Van Foreest va incrementar el seu Elo a més de 2700 per primer cop en la seva carrera, i va esdevenir el primer neerlandès des de Jan Timman en 1985 guanyar a Wijk aan Zee.